# Искусственные органы и ткани
Искусственные органы — устройства, предназначенные, чтобы временно или постоянно заменить функции родных органов реципиента. Могут быть как постоянными, так и временными; как внутренними (имплантироваться в тело), так и внешними.
Под определением подразумевается, что устройство не должно быть постоянно привязано к стационарному источнику питания или другим стационарным манипуляциям, таким как замена фильтров или процедура химической обработки. (Периодическая быстрая перезарядка батарей, заправка химикатов и / или очистка / замена фильтров исключая устройство, называемое искусственным органом.) Таким образом, аппарат для диализа является очень успешным и критически важным устройством жизнеобеспечения, он почти полностью заменяет функции почек, но он не является искусственным органом.

## Назначение
Изготовление и установка искусственных органов, изначально чрезвычайно трудоемкий и дорогостоящий процесс, может потребовать годы постоянного технического обслуживания, которое не требуется природному органу.
- Предотвращение неминуемой смерти в ожидании пересадки (например, искусственное сердце);
- улучшить способность пациента к самообслуживанию (например, протез);
- улучшение способности пациента к социальному взаимодействию (например, кохлеарный имплантат);
- улучшение качества жизни пациента путём косметического восстановления после удаления органов поражённых онкологией или после несчастного случая.

Использование человеком любого искусственного органа почти всегда предшествует обширным экспериментам на животных. Тестирование на людях часто ограничивается теми, кто неизлечимо болен или тот, кому не помогли другие методы лечения.

## Примеры

### Протезы
Искусственные руки и ноги, или протезы, предназначены для восстановления функций ампутированных конечностей. Механические устройства, которые позволяют людям с ампутированными конечностями снова начать ходить или продолжать использовать две руки, вероятно, использовались с древних времен, наиболее известной из которых была простая деревяшка. С тех пор развитие протезов быстро прогрессировало. Пластмассы и другие материалы, такие как углеродное волокно, позволили искусственным конечностям стать прочнее и легче, ограничивая количество усилий, необходимой для работы конечности. Дополнительные материалы позволили протезам выглядеть намного реалистичнее. Протезы могут быть грубо классифицированы на верхние и нижние конечности и могут принимать различные формы и размеры.
Новые достижения в области протезов включают дополнительные уровни интеграции с человеческим телом. Электроды могут быть помещены в нервную ткань, и туловище может быть обучено управлять протезом. Эта технология была использована как на животных, так и на людях. Протез может контролироваться напрямую мозгом или имплантатом в различные мышцы.

### Мочевой пузырь
Два основных метода замены функции мочевого пузыря включают либо перенаправление потока мочи, либо полную замену мочевого пузыря. Стандартные методы замены мочевого пузыря включают изготовление пузырчатого мешочка из кишечной ткани. По состоянию на 2017 год в клинических исследованиях были предприняты попытки выращивания мочевого пузыря с использованием стволовых клеток, но эта процедура была экспериментом.

### Мозг
Нейропротезирование представляют собой серию устройств, которые могут заменить двигательную, сенсорную или когнитивную способность, которая могла быть повреждена в результате травмы или заболевания.
Нейростимуляторы, включая глубокие стимуляторы мозга, посылают электрические импульсы в мозг для лечения неврологических и двигательных расстройств, включая болезнь Паркинсона, эпилепсию, депрессию, устойчивую к лечению, и другие состояния, такие как недержание мочи. Вместо того чтобы заменять существующие нейронные сети для восстановления функций, эти устройства чаще вмешиваются в работу неисправных нервных центров для устранения симптомов.
Ученые в 2013 году создали мини-мозг, который развивал ключевые неврологические компоненты до ранних стадий созревания плода.

### Кавернозные тела
Для лечения эректильной дисфункции оба кавернозные тела могут быть необратимо хирургически заменены надувными имплантатами для полового члена. Это радикальная терапевтическая операция, предназначенная только для мужчин, страдающих половой дисфункцией, которым не подходят все остальные подходы к лечению. Имплантированный насос в пах или мошонку можно манипулировать вручную, чтобы заполнить эти искусственные ёмкости, являющиеся заменой естественных пещеристых тел, из имплантированного резервуара для достижения эрекции.

### Семенники
Мужчины, которые перенесли аномалии яичек в результате врожденных дефектов или травм, смогли заменить поврежденное яичко протезом яичка. Хотя протез не восстанавливает биологическую репродуктивную функцию, было показано, что устройство улучшает психическое здоровье этих пациентов.

### Ухо
В случаях, когда человек полностью глух или плохо слышит на оба уха, хирургическим путем может быть имплантирован кохлеарный имплантат. Кохлеарные имплантаты обхватывают большую часть периферической слуховой системы, обеспечивая ощущение звука через микрофон и некоторую электронику, которая находится вне кожи, как правило, за ухом. Внешние компоненты передают сигнал на массив электродов, размещенных в раковине, что, в свою очередь, стимулирует ушной нерв.
В случае травмы наружного уха может потребоваться черепно-лицевой протез.

### Глаз
На сегодня наиболее успешно заменяющим функцию глаза, является внешняя миниатюрная цифровая камера с удаленным однонаправленным электронным интерфейсом, имплантированным на сетчатку, зрительный нерв или другие соответствующие области внутри мозга. Современное состояние техники дает только частичную функциональность, такую как распознавание уровней яркости, образцов цвета и / или основных геометрических форм, доказывая потенциал концепции.
Различные исследователи продемонстрировали, что сетчатка выполняет стратегическую предварительную обработку изображения для мозга. Проблема создания полностью функционального искусственного электронного глаза ещё более сложна. Ожидается, что успехи в искусственном соединении с сетчаткой, зрительным нервом или соответствующими областями мозга в сочетании с текущими достижениями в области компьютерных наук значительно улучшат производительность этой технологии.

### Сердце
Сердечно-сосудистые искусственные органы имплантируют в тех случаях, когда сердце, его клапаны или другая часть системы кровообращения необратимо поражены. Искусственное сердце, как правило, используется для временного ожидания к трансплантации сердца или если постоянная замена сердца невозможна. Искусственные кардиостимуляторы представляют собой сердечно-сосудистое устройство, которое может быть имплантировано для периодического увеличения (режим дефибриллятора), непрерывного увеличения или полного обхода естественного живого кардиостимулятора сердца при необходимости. Устройства поддержки желудочков являются другой альтернативой, выступающей в качестве механических устройств кровообращения, которые частично или полностью заменяют функцию сердечной недостаточности без удаления самого сердца.
Кроме того, исследуются лабораторные сердца и 3D-биопечатные сердца. В настоящее время ученые ограничены в своей способности расти и печатать сердца из-за трудностей в обеспечении слаженного функционирования кровеносных сосудов и тканей.

### Почка
Сообщалось, что ученые из Калифорнийского университета в Сан-Франциско разрабатывают имплантируемую искусственную почку. Начиная с 2018 года, эти ученые достигли значительных успехов, но все ещё ищут способы предотвращения свертывания крови, связанного с их имплантатом.

### Печень
HepaLife разрабатывает биоискусственное устройство для печени, предназначенное для лечения печеночной недостаточности с использованием стволовых клеток. Искусственная печень предназначена для того, чтобы служить вспомогательным средством, позволяющим печени восстанавливаться или на время ожидания донорской печени. Это стало возможным только благодаря тому факту, что он использует настоящие клетки печени (гепатоциты), и тогда он не является постоянным заменителем.
Исследователи из Японии обнаружили, что смесь клеток-предшественников печени человека (отличающихся от индуцированных человеком плюрипотентных стволовых клеток) и двух других типов клеток может самопроизвольно образовывать трехмерные структуры, называемые «печеночные почки».

### Лёгкие
Искусственное лёгкое представляет собой имплантированное устройство, который обеспечивает насыщение кислородом крови и удаление диоксида углерода из крови. Искусственное лёгкое предназначено для того, чтобы взять на себя некоторые функции биологических лёгких. Оно отличается от аппарата искусственного кровообращения тем, что он является внешним и предназначен для выполнения функций лёгких в течение длительных периодов времени, а не на временной основе.
Экстракорпоральная мембранная оксигенация (ЭКМО) может использоваться, чтобы снять значительную нагрузку с нативной ткани легкого и сердца. В ЭКМО один или несколько катетеров помещаются в пациента, и насос используется для обтекания крови через полые мембранные волокна, которые обмениваются кислородом и углекислым газом с кровью. Подобно ЭКМО, экстракорпоральное удаление СО2 (ECCO2R) имеет аналогичную структуру, но в основном приносит пользу пациенту благодаря удалению углекислого газа, а не оксигенации, с целью обеспечения легкого расслабления и заживления.

### Яичники
Основа для развития искусственного яичника была заложена в начале 1990-х годов.
Пациенты репродуктивного возраста, у которых развивается рак, часто проходят химиотерапию или лучевую терапию, которая повреждает ооциты и приводит к ранней менопаузе. Искусственный яичник человека был разработан в Университете Брауна с помощью самоорганизующихся микротканей, созданных с использованием новой трехмерной технологии чашки Петри. В исследовании, профинансированном и проведенном NIH в 2017 году, ученые добились успеха в печати трехмерных яичников и имплантации их стерильным мышам. Искусственный яичник будет использоваться для созревания в стекле незрелых ооцитов и разработки системы для изучения влияния токсинов окружающей среды на фолликулогенез.

### Поджелудочная железа
Искусственная поджелудочная железа используется для замены эндокринной функции здоровой поджелудочной железы для диабетиков и других пациентов, которым это необходимо. Его можно использовать для улучшения заместительной инсулиновой терапии до тех пор, пока гликемический контроль практически не станет в норме, как это видно из избежания осложнений гипергликемии, и он также может облегчить бремя терапии для инсулинозависимого. Возможные подходы: использование инсулиновой помпы под управлением, разработку био-искусственной поджелудочной железы, состоящей из биосовместимого листа инкапсулированных бета-клеток, или использование генной терапии.

### Тимус
Имплантата, который выполняет функцию вилочковой железы, не существует. Однако исследователи смогли вырастить тимус из перепрограммированных фибробластов. Они выразили надежду, что этот подход может однажды заменить или дополнить трансплантацию тимуса новорожденным.
С 2017 года исследователи в Калифорнийском университете в Лос-Анджелесе разработали искусственный тимус, который, хотя ещё и не имплантируется, способен выполнять все функции настоящего тимуса.

### Трахея
Область искусственных трахей была под высоким вниманием благодаря работе Паоло Маккьярини в Каролинском институте и в других местах с 2008 по 2014 год, с освещением первых полос в газетах и на телевидении. Были высказаны опасения по поводу его работы в 2014 году, и к 2016 году он был уволен, а руководство высшего звена в Каролинском университете было уволено, включая людей, причастных к Нобелевской премии.
По состоянию на 2017 год разработка трахеи — полой трубки с клетками — оказалась более сложной, чем первоначально предполагалось. Проблемы включают в себя трудную клиническую ситуацию людей, которые выступают в качестве клинических кандидатов, которые, как правило, уже прошли несколько процедур; создание имплантата, который может полностью развиться и интегрироваться с хозяином, выдерживая при этом дыхательные силы, а также вращательное и продольное движение трахеи. Особую проблему составляет выбор методов витализации имплантата, полученного из искусственного или естественного материала, поскольку использование клеток из различных источников может приводить либо к стимулированию миграции клеток хозяина в объём материал имплантата, либо к пролиферации заселенных на материал донорских клеток.

## Улучшение человека
Также возможно сконструировать и установить искусственный орган, чтобы дать его обладателю способности, которые не встречаются в природе. Исследования ведутся в области зрения, памяти и обработки информации. Некоторые текущие исследования направлены на восстановление кратковременной памяти у жертв несчастных случаев и долговременной памяти у пациентов с деменцией.
Одна из областей успеха была достигнута, когда Кевин Уорик} провел серию экспериментов по расширению своей нервной системы через Интернет, чтобы контролировать руку робота и первое прямое электронное общение между нервными системами двух людей.
Это может также включать существующую практику имплантации подкожных чипов для целей идентификации и определения местоположения (например, метки RFID).

## Микрочипы
Чипы органов представляют собой устройства, содержащие полые микрососуды, заполненные клетками, имитирующими ткани и/или органы, в виде микрофлюидной системы, которая может предоставлять ключевую информацию о химических и электрических сигналах.
Эта информация может создавать различные приложения, такие как создание «человеческих моделей в стекле» как для здоровых, так и для больных органов, достижения лекарств в скрининге токсичности, а также замена испытаний на животных.
Использование трехмерных технологий культивирования клеток позволяет ученым воссоздать сложный внеклеточный матрикс ECM, обнаруженный на живом, чтобы имитировать реакцию человека на лекарства и болезни человека. Органы на чипах используются для снижения частоты отказов при разработке новых лекарств; микроинженерия позволяет моделировать микроокружение как орган.